# Kornelis Dik
Kornelis Dik, ook wel Kornelis Egbert Dik genoemd, (Nieuwe Pekela, 17 maart 1849 – Amersfoort, 8 mei 1926) was een Nederlandse gemeentesecretaris en burgemeester die veroordeeld is wegens verduistering.

## Biografie
Dik was een zoon van de schipper Egbert Jans Dik en Arendina Jans Klasen. Hij was gehuwd met Dorothea Pijbes, dochter van de schipper Geert Pijbes en Harmanna de Boer uit Nieuwe Pekela.
Dik werd bij raadsbesluit van 15 april 1872 benoemd tot secretaris van de gemeente Nieuwe Pekela. In 1880 werd hij lid van de commissie die een tramweg Stadskanaal-Pekela-Winschoten moest voorbereiden. Op 21 december 1881 werd hij door Koning Willem III benoemd tot burgemeester van deze gemeente. Dik was tevens enige jaren lid van de Provinciale Staten van Groningen. Verder was hij auditeur bij de schuttersraad van de dienstdoende schutterij in Nieuwe Pekela.
Op 25 juli 1895 werd Dik door de Koninklijke Marechaussee uit Winschoten gearresteerd op verdenking van verduistering van ƒ 3.259,18 van de waterschappen de Verbetering, de Pomppolder, de Tweede Pomppolder en de Dam en van verduistering van ruim 960 gulden, door hem als voogd gepleegd ten nadele van zijn ex-pupil zijn neef, de bakkersknecht Egbert de Grooth uit Muntendam. Dik werd ingesloten in het Huis van Bewaring in Winschoten.
Bij Koninklijk Besluit van 17 augustus 1895 werd hem ontslag verleend als burgemeester van Nieuwe Pekela met ingang van 19 augustus van dat jaar. Eveneens bij Koninklijk Besluit van 28 augustus van dat jaar werd hem ontslag verleend als auditeur bij de schuttersraad van de dienstdoende schutterij in zijn woonplaats. Hij werd veroordeeld door de rechtbank van Winschoten tot een gevangenisstraf van 2½ jaar met aftrek van voorarrest, de eis was 5 of 6 jaar. Hij werd overgebracht naar Breda om aldaar zijn straf te ondergaan.
Dik overleed in mei 1926 op 77-jarige leeftijd in Amersfoort.